# سيرو دي باسكو
سيرو دي باسكو (بالإنجليزية: Cerro de Pasco) هي مدينة، تتبع إقليم باسكو، هي عاصمة إقليم باسكو، ومقاطعة باسكو، وChaupimarca District ‏، بلغ عدد سكانها 70000 نسمة.

## المناخ
يظهر الجدول التالي التغييرات المناخية على مدار السنة لسيرو دي باسكو:
| البيانات المناخية لـسيرو دي باسكو | البيانات المناخية لـسيرو دي باسكو | البيانات المناخية لـسيرو دي باسكو | البيانات المناخية لـسيرو دي باسكو | البيانات المناخية لـسيرو دي باسكو | البيانات المناخية لـسيرو دي باسكو | البيانات المناخية لـسيرو دي باسكو | البيانات المناخية لـسيرو دي باسكو | البيانات المناخية لـسيرو دي باسكو | البيانات المناخية لـسيرو دي باسكو | البيانات المناخية لـسيرو دي باسكو | البيانات المناخية لـسيرو دي باسكو | البيانات المناخية لـسيرو دي باسكو | البيانات المناخية لـسيرو دي باسكو |
| الشهر                             | يناير                             | فبراير                            | مارس                              | أبريل                             | مايو                              | يونيو                             | يوليو                             | أغسطس                             | سبتمبر                            | أكتوبر                            | نوفمبر                            | ديسمبر                            | المعدل السنوي                     |
| --------------------------------- | --------------------------------- | --------------------------------- | --------------------------------- | --------------------------------- | --------------------------------- | --------------------------------- | --------------------------------- | --------------------------------- | --------------------------------- | --------------------------------- | --------------------------------- | --------------------------------- | --------------------------------- |
| متوسط درجة الحرارة الكبرى °م (°ف) | 11.9 (53.4)                       | 10.9 (51.6)                       | 11.4 (52.5)                       | 12.9 (55.2)                       | 12.2 (54.0)                       | 12.7 (54.9)                       | 12.5 (54.5)                       | 12.9 (55.2)                       | 12.0 (53.6)                       | 12.4 (54.3)                       | 12.5 (54.5)                       | 13.0 (55.4)                       | 12.3 (54.1)                       |
| المتوسط اليومي °م (°ف)            | 6.2 (43.2)                        | 5.9 (42.6)                        | 6 (43)                            | 6.2 (43.2)                        | 5.1 (41.2)                        | 4.3 (39.7)                        | 4.3 (39.7)                        | 4.9 (40.8)                        | 5.2 (41.4)                        | 5.8 (42.4)                        | 5.9 (42.6)                        | 6.4 (43.5)                        | 5.5 (41.9)                        |
| متوسط درجة الحرارة الصغرى °م (°ف) | 0.6 (33.1)                        | 0.9 (33.6)                        | 0.7 (33.3)                        | −0.4 (31.3)                       | −2.0 (28.4)                       | −4.0 (24.8)                       | −3.9 (25.0)                       | −3.1 (26.4)                       | −1.6 (29.1)                       | −0.8 (30.6)                       | −0.7 (30.7)                       | −0.1 (31.8)                       | −1.2 (29.8)                       |
| الهطول مم (إنش)                   | 137 (5.4)                         | 151 (5.9)                         | 153 (6.0)                         | 80 (3.1)                          | 43 (1.7)                          | 14 (0.6)                          | 16 (0.6)                          | 26 (1.0)                          | 52 (2.0)                          | 98 (3.9)                          | 103 (4.1)                         | 126 (5.0)                         | 999 (39.3)                        |
| المصدر: Climate-data.org          |                                   |                                   |                                   |                                   |                                   |                                   |                                   |                                   |                                   |                                   |                                   |                                   |                                   |

## مدن توأم
المدن التوأم:
- دوبروفنيك.

## أعلام
- جوستافو خيمينيز